# جورج جي. آدامز
جورج جي. آدامز (بالإنجليزية: George G. Adams)‏ هو مهندس معماري أمريكي، ولد في 1850 في روتشستر في الولايات المتحدة، وتوفي في 1932.